# Grobelno, Šentjur
Grobelno este o localitate din comuna Šentjur, Slovenia, cu o populație de 218 locuitori.